# 中央区役所前停留場
中央区役所前停留場（ちゅうおうくやくしょまえていりゅうじょう）は、北海道札幌市中央区にある札幌市交通事業振興公社（札幌市電）一条線の停留場である。停留場番号はSC03。市電の通る南1条通と、石山通（国道230号）との交差点に位置する。

## 歴史
- 1918年（大正7年）8月12日 路線新設に伴い「西11丁目」の名称で停留場開業。
- 1949年（昭和24年）7月8日 「交通局前」に改称。
- 1958年（昭和33年）7月1日 交通局移転に伴い「西11丁目」に再改称[2]。
- 1962年（昭和37年）6月1日 「消防局前」に改称。
- 1972年（昭和47年）4月1日 札幌市の政令指定都市移行・中央区役所設置に伴い、「中央区役所前」に改称[2]。
- 2015年（平成27年）4月1日 停留場番号を設定[3]。

## 停留場構造
2面2線の対向式。交差点を挟んで東側の南1条西10丁目に内回り（西15丁目方面）、西側の南1条西11丁目に外回り（西8丁目方面）の乗り場があり、安全地帯が設けられている。安全地帯にはロードヒーティングが施され、上屋が設置されている。
かつての停留場は一条橋・西4丁目方面、円山公園・学芸大学前方面共に石山通の西側にあり、市交通局と市電中央車庫の最寄停留場で、当停留場から中央車庫まで単線の引き込み線があった。当停留所で乗務員交代も行われていた。交通局は1958年（昭和33年）に南1条西15丁目に移転、中央車庫は1968年（昭和43年）電車車両センター建設に伴い廃止されている。

## 停留場周辺
- 国道230号
- 札幌市中央区役所
- 札幌南一条中郵便局
- 北洋銀行札幌西支店
- 北海道銀行南一条支店
- 札幌プリンスホテル
- 札幌市中央区民センター
- 札幌市消防局
- 札幌高等裁判所
- 札幌中税務署
- 大通公園
- まいばすけっと南1条西10丁目店
- 札幌市営地下鉄東西線西11丁目駅（乗継指定駅）
- ジェイ・アール北海道バス（琴似営業所）、じょうてつ「中央区役所前」「西11丁目駅前」停留所[4][5]
- 北都交通、北海道中央バス（新千歳空港連絡バス）「札幌プリンスホテル」停留所[6]

## 隣の停留場
札幌市交通事業振興公社
一条線
西8丁目停留場 (SC02) - 中央区役所前停留場 (SC03) - 西15丁目停留場 (SC04)